# Blind Faith
A Blind Faith rövid életű angol supergroup volt. 1969 augusztusában jelent meg egyetlen albuma Blind Faith címmel, amelynek stílusát Eric Clapton és Steve Winwood korábbi zenekaraihoz, a Creamhez és a Traffichez hasonlítják. A Blind Faith zenéjében sajátosan ötvözte a rock and rollt és a bluest, albumuk pedig jelentős szerepet játszott a heavy metal kialakulásában.[forrás?]

## Tagjai
- Eric Clapton – gitár, ének
- Steve Winwood – billentyűs hangszerek, ének, gitár, basszusgitár
- Ginger Baker – dob, ütőhangszerek
- Ric Grech – basszusgitár, hegedű, ének

## A zenekar megalakulása és kezdeti története
A Blind Faith előtörténete egészen 1968 közepéig nyúlik vissza, ugyanis ekkor oszlott fel Eric Clapton zenekara, a Cream. Addigi kétéves működésük alatt több millió lemezt adtak el és tagjai világhírűvé váltak. Bár Clapton megpróbálta kibékíteni őket, a feloszlás legfőbb oka Jack Bruce és Ginger Baker gyakori ellenségeskedése volt.
Winwood a Spencer Davis Group tagjaként ugyanezekkel a problémákkal szembesült. A zenekarnak három évig ő volt az énekese, és beleunt abba, hogy mindig slágerzenét játszottak. Ő inkább a jazz felé közeledett, és 1967-ben megalapította saját, Traffic nevű zenekarát. A zenekar 1969-ben ideiglenesen feloszlott, és Winwood Claptonnal kezdett próbálni (jóbarátok voltak és már korábban is dolgoztak együtt "Powerhouse" néven).
Clapton elégedett volt a próbákkal és komolyan gondolkodni kezdett azon, hogy egy újabb triót alakít Winwooddal, de még dobost kellett találniuk. Ginger Baker 1969-ben szállt be hozzájuk, és így kialakult a majdnem végleges felállás. Clapton eleinte vonakodott Bakerrel társulni, mivel megígérte neki, hogy ha ők ketten egyszer még együtt zenélnek, akkor mindhárman (értsd: Clapton, Baker és Bruce) benne lesznek a zenekarban, de Clapton nem akarta kilenc hét után újjáalakítani a Creamet, és egy új Creamet sem akart. Winwood hosszasan győzködte Claptont, hogy Baker csak erősíti a zenekart és egyébként is nehéz lenne még egy olyan tehetséges dobost találni, mint ő.
1969 májusában meghívták Rick Grech basszusgitárost, a Family tagját (a turné közepén hagyta ott zenekarát) a Blind Faith-be, és a londoni Olympic Studiosban a bemutatkozó album nagy részét fel is vették. Producerük Jimmy Miller volt, aki olyan zenekart keresett, akik jobban szeretik a hosszú, improvizációkkal tarkított zenélést, mint a négy-öt perces dalokat. Ekkorra fogadták el a Blind Faith (vakhit) nevet, mely Clapton hozzáállását gúnyolta ki.

## Bemutatkozó koncert és turné
A zenekar megalakulásának híre komoly várakozásokat keltett a rajongókban és a sajtóban egyaránt; voltak, akik egyenesen "super Cream"-ként emlegették őket. Bemutatkozó koncertjüket – egy ingyenkoncertet – 1969. június 7-én tartották a londoni Hyde parkban. A rajongóknak tetszett az előadás, de Clapton szerint a zenekar átlagon alul teljesített és nem érdemelte meg a hízelgő kritikákat; ez a Cream korszakára emlékeztette, amikor az embereknek csak az volt fontos, hogy őt lássák a színpadon, nem pedig az, hogy mit játszott. Clapton tudta, hogy a zenekar még nem próbált eleget és túl sokszor rögtönöztek, ezért nem akart még turnéra menni; félt, hogy a Blind Faith csak a Cream másolatává válna.
Az album felvételei folytatódtak; ezután egy rövid skandináv turnéra mentek, kisebb helyeken léptek fel, így készülve fel a nagyobb brit és amerikai koncertekre. A következő turné az USA-ban volt; első amerikai koncertjüket 1969. július 12-én adták a New York-i Madison Square Garden-ben, több mint 20 ezer néző előtt. Előadás közben egy félórás rendbontás alakult ki a színpadon, melynek során egy rendőr gumibotjával fejbevágta Bakert, Winwood zongoráját pedig összetörték. Az amerikai turné további hét hétig folytatódott, utolsó állomása Hawaii volt, 1969. augusztus 24-én.
A legnagyobb gondot az jelentette, hogy új dalaik csak nagyjából egy órányi koncerthez voltak elegendőek, ezért régebbi Cream- és Traffic-dalokat kellett játszaniuk. A közönség inkább ezeket akarta hallani, mint a Blind Faith saját szerzeményeit.
Clapton most már azt csinálta, amitől mindig kirázta a hideg: egy "super Cream" tagja volt, melynek koncertjein állandóvá vált a rendbontás, randalírozás (a Cream koncertjein ilyen sosem történt), és az idő kitöltésére, valamint a közönség lecsillapítására ugyanazt kellett játszania, mint a Cream idején. A Blind Faith előzenekarai között szerepelt a Free és a Delaney, Bonnie and Friends nevű zenekar. Claptonnak nagyon tetszett a Delaney & Bonnie által játszott lelkes, népies blues. Egyre több időt töltött velük a Blind Faith helyett, így a zenekar vezéregyénisége Winwood lett.

## Az album
1969 augusztusában megjelent a Blind Faith bemutatkozó albuma Blind Faith címmel. Megjelenésekor A Billboard Pop albumok listáján rögtön az első helyre került, a Fekete albumok között pedig a 40. helyet érte el, ami figyelemre méltó teljesítmény egy brit rockzenekartól. Az első hónapban több mint félmillió példányt adtak el belőle, így az Atlantic Records és maga Clapton komoly profitra tett szert (a Blind Faith eladási adatai növelték a Cream albumainak keresletét).
Az album borítója a megjelenés idején komoly vitát kavart. A képen egy fiatal, meztelen lány látható, aki egy ezüst űrhajómodellt tart a kezében (feltehetően fallikus szimbólum). Az album amerikai borítóján egy kép látható a zenekarról.
Az eredeti borítót Bob Seidemann, Clapton barátja és korábbi szobatársa készítette. Seidemann többször dolgozott Janis Joplinnak és a Grateful Deadnek. Bizarr híresztelések terjedtek el a lányról: egyesek szerint Baker törvénytelen lánya, mások szerint egy groupie volt, akit a zenekar rabszolgaként tartott.
Még egy érdekesség: a borítón semmilyen felirat sem szerepelt, a zenekar neve és az album címe csak a csomagolópapíron volt feltüntetve. Seidemann szerint „Eric ötlete volt, hogy ne írjuk a borítóra a zenekar nevét. Azelőtt még senki sem csinált ilyet. A felirat a csomagoláson volt, amikor levették a csomagolást, a felirat is lejött.” (Az igazság az, hogy már korábban is előfordult, hogy egy album mindenfajta felirat nélkül jelent meg. Ezek közé tartozik a Traffic 1968-as albuma is.)

## Az album dalai
1. "Had to Cry Today" (Steve Winwood) – 8:48
2. "Can't Find My Way Home" (Steve Winwood) – 3:16
3. "Well…All Right" (Jerry Allison, Buddy Holly, Joe Mauldin, Norman Petty) – 4:27
4. "Presence of the Lord" (Eric Clapton) – 4:50
5. "Sea of Joy" (Steve Winwood) – 5:22
6. "Do What You Like" (Ginger Baker) – 15:18

## Közreműködők
- Ginger Baker – dob, ütőhangszerek
- Eric Clapton – gitár, ének
- Rick Grech – basszusgitár, hegedű, ének
- Steve Winwood – billentyűs hangszerek, ének, gitár, basszusgitár

### Produkció
- George Chkiantz, Keith Harwood, Andy Johns, Alan O'Duffy – hangmérnökök
- Andy Johns, Jimmy Miller – keverés
- Suha Gur – újrakeverés
- Margaret Goldfarb – produkciós vezető
- Bill Levenson – új kiadás felügyelete
- Vartan – művészeti vezető
- Stanley Miller, Bob Seidemann – borító design
- Stanley Miller – borító
- Bob Seidemann – kép a borítón
- Bob Seidemann – fényképek
- Chris Blackwell, Robert Stigwood – rendezők
- Bill Levenson, Jimmy Miller – producerek

## Helyezések
Blind Faith – Billboard (USA)
| Év   | Lista          | Helyezés |
| ---- | -------------- | -------- |
| 1969 | Fekete albumok | 40       |
| 1969 | Pop albumok    | 1        |
| 1977 | Pop albumok    | 126      |

## A Blind Faith a slágerlistákon
Blind Faith – Billboard (USA)
| Év   | Lista          | Helyezés |
| ---- | -------------- | -------- |
| 1969 | Fekete albumok | 40       |
| 1969 | Pop albumok    | 1        |
| 1977 | Pop albumok    | 126      |